# 5.ª etapa del Tour de Francia 2022
La 5.ª etapa del Tour de Francia 2022 tuvo lugar el 6 de julio de 2022 entre Lille y Bosque de Arenberg sobre un recorrido de 157 km. El vencedor fue el australiano Simon Clarke del Israel-Premier Tech y el belga Wout van Aert consiguió mantener el liderato.

## Clasificación de la etapa
| Lille - Trouée d'Arenberg | etapa escarpada | (157 km) |

| \| Clasificación de la etapa \| Clasificación de la etapa \| Clasificación de la etapa \| Clasificación de la etapa \| Clasificación de la etapa \| \| Ciclista \| Ciclista \| Equipo \| Tiempo \| \| \| ------------------------- \| ------------------------- \| ---------------------------------- \| ------------------------- \| ------------------------- \| \| 1.º \| Simon Clarke \| Israel-Premier Tech \| 3 h 13 min 35 s \| \| \| 2.º \| Taco van der Hoorn \| Intermarché-Wanty-Gobert Matériaux \| + 0 s \| \| \| 3.º \| Edvald Boasson Hagen \| TotalEnergies \| + 2 s \| \| \| 4.º \| Neilson Powless \| EF Education-EasyPost \| + 4 s \| \| \| 5.º \| Magnus Cort \| EF Education-EasyPost \| + 30 s \| \| \| 6.º \| Jasper Stuyven \| Trek-Segafredo \| + 51 s \| \| \| 7.º \| Tadej Pogačar \| UAE Team Emirates \| + 51 s \| \| \| 8.º \| Jasper Philipsen \| Alpecin-Deceuninck \| + 1 min 04 s \| \| \| 9.º \| Fabio Jakobsen \| Quick-Step Alpha Vinyl \| + 1 min 04 s \| \| \| 10.º \| Luca Mozzato \| B&B Hotels-KTM \| + 1 min 04 s \| \| |                      |                                    |                 |
| |                      |                                    |                 |
| Fuente: ProCyclingStats |                      |                                    |                 |
| Clasificación de la etapa |                      |                                    |                 |
| Ciclista | Ciclista             | Equipo                             | Tiempo          |
| 1.º | Simon Clarke         | Israel-Premier Tech                | 3 h 13 min 35 s |
| 2.º | Taco van der Hoorn   | Intermarché-Wanty-Gobert Matériaux | + 0 s           |
| 3.º | Edvald Boasson Hagen | TotalEnergies                      | + 2 s           |
| 4.º | Neilson Powless      | EF Education-EasyPost              | + 4 s           |
| 5.º | Magnus Cort          | EF Education-EasyPost              | + 30 s          |
| 6.º | Jasper Stuyven       | Trek-Segafredo                     | + 51 s          |
| 7.º | Tadej Pogačar        | UAE Team Emirates                  | + 51 s          |
| 8.º | Jasper Philipsen     | Alpecin-Deceuninck                 | + 1 min 04 s    |
| 9.º | Fabio Jakobsen       | Quick-Step Alpha Vinyl             | + 1 min 04 s    |
| 10.º | Luca Mozzato         | B&B Hotels-KTM                     | + 1 min 04 s    |

## Clasificaciones al final de la etapa

### Clasificación general(Maillot Jaune)
| \| Clasificación general \| Clasificación general \| Clasificación general \| Clasificación general \| Clasificación general \| \| Ciclista \| Ciclista \| Equipo \| Tiempo \| \| \| --------------------- \| --------------------- \| ---------------------- \| --------------------- \| --------------------- \| \| 1.º \| Wout van Aert \| Jumbo-Visma \| 16 h 17 min 22 s \| \| \| 2.º \| Neilson Powless \| EF Education-EasyPost \| + 13 s \| \| \| 3.º \| Edvald Boasson Hagen \| TotalEnergies \| + 14 s \| \| \| 4.º \| Tadej Pogačar \| UAE Team Emirates \| + 19 s \| \| \| 5.º \| Yves Lampaert \| Quick-Step Alpha Vinyl \| + 25 s \| \| \| 6.º \| Mads Pedersen \| Trek-Segafredo \| + 36 s \| \| \| 7.º \| Jonas Vingegaard \| Jumbo-Visma \| + 40 s \| \| \| 8.º \| Adam Yates \| Ineos Grenadiers \| + 48 s \| \| \| 9.º \| Thomas Pidcock \| Ineos Grenadiers \| + 49 s \| \| \| 10.º \| Geraint Thomas \| Ineos Grenadiers \| + 50 s \| \| |                      |                        |                  |
| |                      |                        |                  |
| Fuente: ProCyclingStats |                      |                        |                  |
| Clasificación general |                      |                        |                  |
| Ciclista | Ciclista             | Equipo                 | Tiempo           |
| 1.º | Wout van Aert        | Jumbo-Visma            | 16 h 17 min 22 s |
| 2.º | Neilson Powless      | EF Education-EasyPost  | + 13 s           |
| 3.º | Edvald Boasson Hagen | TotalEnergies          | + 14 s           |
| 4.º | Tadej Pogačar        | UAE Team Emirates      | + 19 s           |
| 5.º | Yves Lampaert        | Quick-Step Alpha Vinyl | + 25 s           |
| 6.º | Mads Pedersen        | Trek-Segafredo         | + 36 s           |
| 7.º | Jonas Vingegaard     | Jumbo-Visma            | + 40 s           |
| 8.º | Adam Yates           | Ineos Grenadiers       | + 48 s           |
| 9.º | Thomas Pidcock       | Ineos Grenadiers       | + 49 s           |
| 10.º | Geraint Thomas       | Ineos Grenadiers       | + 50 s           |

### Clasificación por puntos(Maillot Vert)
| Clasificación por puntos | Clasificación por puntos | Clasificación por puntos           | Clasificación por puntos | Clasificación por puntos |
| Ciclista                 | Ciclista                 | Equipo                             | Puntos                   |                          |
| ------------------------ | ------------------------ | ---------------------------------- | ------------------------ | ------------------------ |
| 1.º                      | Wout van Aert            | Jumbo-Visma                        | 178 pts                  |                          |
| 2.º                      | Fabio Jakobsen           | Quick-Step Alpha Vinyl             | 126 pts                  |                          |
| 3.º                      | Magnus Cort              | EF Education-EasyPost              | 86 pts                   |                          |
| 4.º                      | Peter Sagan              | TotalEnergies                      | 86 pts                   |                          |
| 5.º                      | Jasper Philipsen         | Alpecin-Deceuninck                 | 76 pts                   |                          |
| 6.º                      | Christophe Laporte       | Jumbo-Visma                        | 73 pts                   |                          |
| 7.º                      | Simon Clarke             | Israel-Premier Tech                | 67 pts                   |                          |
| 8.º                      | Dylan Groenewegen        | BikeExchange-Jayco                 | 60 pts                   |                          |
| 9.º                      | Taco van der Hoorn       | Intermarché-Wanty-Gobert Matériaux | 50 pts                   |                          |
| 10.º                     | Caleb Ewan               | Lotto-Soudal                       | 45 pts                   |                          |

### Clasificación de la montaña(Maillot à Pois Rouges)
| Clasificación de la montaña | Clasificación de la montaña | Clasificación de la montaña | Clasificación de la montaña | Clasificación de la montaña |
| Ciclista                    | Ciclista                    | Equipo                      | Puntos                      |                             |
| --------------------------- | --------------------------- | --------------------------- | --------------------------- | --------------------------- |
| 1.º                         | Magnus Cort                 | EF Education-EasyPost       | 11 pts                      |                             |
| 2.º                         | Wout van Aert               | Jumbo-Visma                 | 1 pt                        |                             |
| 3.º                         | Quinn Simmons               | Trek-Segafredo              | -1 pt                       |                             |

### Clasificación del mejor joven(Maillot Blanc)
| Clasificación del mejor joven | Clasificación del mejor joven | Clasificación del mejor joven | Clasificación del mejor joven | Clasificación del mejor joven |
| Ciclista                      | Ciclista                      | Equipo                        | Tiempo                        |                               |
| ----------------------------- | ----------------------------- | ----------------------------- | ----------------------------- | ----------------------------- |
| 1.º                           | Tadej Pogačar                 | UAE Team Emirates             | 16 h 17 min 41 s              |                               |
| 2.º                           | Thomas Pidcock                | Ineos Grenadiers              | + 30 s                        |                               |
| 3.º                           | Jasper Philipsen              | Alpecin-Deceuninck            | + 1 min 22 s                  |                               |
| 4.º                           | Florian Vermeersch            | Lotto-Soudal                  | + 2 min 28 s                  |                               |
| 5.º                           | Luca Mozzato                  | B&B Hotels-KTM                | + 2 min 40 s                  |                               |
| 6.º                           | Brandon McNulty               | UAE Team Emirates             | + 2 min 44 s                  |                               |
| 7.º                           | Andreas Leknessund            | Team DSM                      | + 3 min 00 s                  |                               |
| 8.º                           | Stefan Bissegger              | EF Education-EasyPost         | + 3 min 13 s                  |                               |
| 9.º                           | Mikkel Honoré                 | Quick-Step Alpha Vinyl        | + 3 min 16 s                  |                               |
| 10.º                          | Matteo Jorgenson              | Movistar Team                 | + 3 min 28 s                  |                               |

### Clasificación por equipos(Classement par Équipe)
| Clasificación por equipos | Clasificación por equipos          | Clasificación por equipos | Clasificación por equipos |
| Equipo                    | Equipo                             | Tiempo                    |                           |
| ------------------------- | ---------------------------------- | ------------------------- | ------------------------- |
| 1.º                       | Ineos Grenadiers                   | 48 h 54 min 18 s          |                           |
| 2.º                       | Jumbo-Visma                        | + 1 s                     |                           |
| 3.º                       | Trek-Segafredo                     | + 3 s                     |                           |
| 4.º                       | EF Education-EasyPost              | + 6 s                     |                           |
| 5.º                       | Quick-Step Alpha Vinyl             | + 21 s                    |                           |
| 6.º                       | Intermarché-Wanty-Gobert Matériaux | + 23 s                    |                           |
| 7.º                       | Bora-Hansgrohe                     | + 36 s                    |                           |
| 8.º                       | Groupama-FDJ                       | + 1 min 14 s              |                           |
| 9.º                       | Team DSM                           | + 1 min 23 s              |                           |
| 10.º                      | Arkéa-Samsic                       | + 1 min 50 s              |                           |

## Abandonos
Jack Haig y Michael Gogl no completaron la etapa tras sufrir ambos una caída.